# Brave Enough
Brave Enough è il terzo album in studio della violinista statunitense Lindsey Stirling, pubblicato il 19 agosto 2016.
L'album ha raggiunto la terza posizione in Svizzera, la quarta in Germania, la quinta in Austria e nella Billboard 200, la settima in Canada e la nona in Francia.

## Tracce
1. Lost Girls – 4:35
2. Brave Enough (featuring Christina Perri) – 4:23
3. The Arena – 3:52
4. The Phoenix – 4:04
5. Where Do We Go (featuring Carah Faye) – 4:15
6. Those Days (featuring Dan + Shay) – 3:50
7. Prism – 3:32
8. Hold My Heart (featuring ZZ Ward) – 3:29
9. Mirage (featuring Raja Kumari) – 4:22
10. Don't Let This Feeling Fade (featuring Rivers Cuomo & Lecrae) – 3:26
11. First Light – 3:23
12. Love's Just a Feeling (featuring Rooty) – 3:49
13. Something Wild (featuring Andrew McMahon in the Wilderness) – 3:44
14. Gavi's Song – 4:32

### Edizione Deluxe Target
1. Waltz – 3:57
2. Afterglow – 3:38
3. Powerlines – 4:41
4. Forgotten voyage – 3:59

### Edizione Barnes and Noble Exclusive vinyl
1. Activate – 3:08